# Ma Rainey's Black Bottom
Ma Rainey's Black Bottom è un'opera teatrale del drammaturgo statunitense August Wilson, portata al debutto a New Haven nel 1984. La pièce è il secondo capitolo del Ciclo di Pittsburgh, una raccolta di dieci opere teatrali scritte da Wilson sulle vite degli afroamericani in ogni decennio del XX secolo, ed è l'unica delle dieci a non essere ambientata a Pittsburgh, bensì a Chicago. Il dramma affronta il tema dello sfruttamento economico e artistico di cantanti e musicisti di colore da parte dei produttori discografici bianchi nei ruggenti anni venti.

## Trama
In uno studio musicale di Chicago, la band di Ma Rainey attende l'arrivo della diva per incidere un nuovo album. I quattro musicisti sono il trombonista Cutler, il trombettista Levee, il bassista Slow Drag ed il talentuoso pianista Toledo. Mentre aspettano che la cantante, perennemente in ritardo, faccia il suo ingresso nello studio, i quattro scherzano, litigano, si scambiano aneddoti e storie del razzismo che hanno subito nelle loro vite. Pur suonando perfettamente insieme, ci sono tensioni all'interno del gruppo: il focoso Levee infatti sogna una propria band e litiga spesso con i veterani Toledo e Cutler. Quando Ma Rainey finalmente arriva, alticcia e scortata dall'amante Dussie Mae, il gruppo è ormai in ritardo con i tempi, il che manda su tutte le furie i produttori Sturdyvant ed Irvint. La pazienza dei due viene inoltre messa duramente alla prova dal comportamento da diva di Ma Rainey, che pretende che il suo nipote balbuziente Sylvester annunci il titolo di ogni canzone nell'incisione. Mentre si tenta di risolvere alcuni problemi tecnici, Levee e Cutler vengono alla mani e Ma Rainey licenzia il giovane trombettista. Dopo che la sua proposta musicale viene scartata anche da Sturdyvant ed Irvin, in un moto di rabbia Levee pugnala a morte Toledo, distruggendo così ogni speranza per il suo futuro.

## Storia degli allestimenti
Una prima lettura del dramma fu organizzata all'Eugene O'Neill Theater Center di Waterford nel 1982, con un cast che comprendeva Theresa Merritt (Ma Rainey), Charles S. Dutton (Levee), Joe Seneca (Cutler), Leonard Jackson (Slow Drag) e Robert Judd (Toledo).  Nell'aprile 1984 Lloyd Richards curò la regia della prima mondiale di Ma Rainey's Black Bottom, debuttato al Yale Repertory Theater di New Haven prima di essere trasferit oal Cort Theatre di Broadway, dove rimase in cartellone per 276 rappresentazioni a partire dall'11 ottobre. La pièce fu candidata al Drama Desk Award e al Tony Award alla migliore opera teatrale, oltre a vincere il New York Drama Critics' Circle Award; particolarmente apprezzata fu l'interpretazione di Chaarles S. Dutton nel ruolo di Levee, che gli valse il Drama Desk Award, il Theatre World Award e una candidatura al Tony Award al miglior attore non protagonista in un'opera teatrale. Il cast originale realizzò un'incisione discografica del dramma, che nel 1985 vinse il Grammy Award al miglior album parlato.
Howard Davies diresse la prima britannica del dramma, esordita al Royal National Theatre di Londra il 25 ottobre 1989, con un cast che comprendeva Carol Woods (Ma Rainey), Hugh Quarshie (Levee) e Clarke Peters (Toledo); l'opera fu applauditissima dalla critica inglese. Nel 2003 Ma Rainey's Black Bottom fu riproposto a Broadway per la regia di Marion McClinton; il revival, in scena al Royale Theatre, ebbe un allestimento tormentato: tre degli attori furono rimpiazzati durante le anteprime, un attore perse diverse repliche per motivi di salute e la stessa regista fu ricoverata prima della notte della prima. Il cast della sera del debutto comprendeva Whoopi Goldberg nel ruolo di Ma Rainey e Charles S. Dutton nuovamente nella parte di Levee. Le recensioni furono tiepide e il revival rimase in cartellone per 68 rappresentazioni. Un acclamato revival diretto da Dominic Cooke fu messo in scena al National Theatre di Londra nel 2016, con Sharon D. Clarke (Ma Rainey), Giles Terera (Slow Drag) e Lucian Msamati (Toledo).

## Adattamento cinematografico
Nel giugno 2019 è stato annunciato che Netflix avrebbe adattato l'opera di Wilson nel film Ma Rainey's Black Bottom prodotto da Denzel Washington, diretto da George C. Wolfe e sceneggiato da Ruben Santiago-Hudson. Viola Davis viene scritturata nel ruolo di Ma Rainey, mentre il resto del cast comprende Chadwick Boseman, Colman Domingo, Michael Potts e Glynn Turman. Il film viene distribuito su Netflix a partire dal 18 dicembre 2020.